# 羅德尼村 (特拉華州)
羅德尼村（英語：Rodney Village）是位於美國特拉華州肯特縣的一個人口普查指定地區。

## 地理
羅德尼村的座標為39°07′55″N 75°31′57″W / 39.13194°N 75.53250°W，而該地最高點為海拔高度11米（即36英尺）。

## 人口
根據2010年美國人口普查的數據，羅德尼村的面積為1.60平方千米，當中陸地面積為1.60平方千米，而水域面積為0.20平方千米。當地共有人口1487人，而人口密度為每平方千米929人。